# Pallamano Trieste 2024-2025
Questa pagina raccoglie i dati riguardanti la Pallamano Trieste nelle competizioni ufficiali della stagione 2024-2025.

## Mercato

### Sessione estiva
| Acquisti | Acquisti         | Acquisti   | Acquisti   | Acquisti |
| R.a      | Nome             | da         | Modalità   |          |
| -------- | ---------------- | ---------- | ---------- | -------- |
| TS       | Federico Vanoli  | Svincolato | definitivo |          |
| C        | Raúl Jover Muñoz | Elche      | definitivo |          |
| TS       | Joël Heusmann    | Svincolato | definitivo |          |
| TS       | Daniel Nait      | Svincolato | definitivo |          |

| Cessioni | Cessioni                | Cessioni         | Cessioni       | Cessioni |
| R.       | Nome                    | a                | Modalità       |          |
| -------- | ----------------------- | ---------------- | -------------- | -------- |
| AD       | Daniele De Luca         | Albatro Siracusa | definitivo     |          |
| TD       | Matic Košec             | Svincolato       | fine contratto |          |
| PV       | Filip Pranjić           | Svincolato       | fine contratto |          |
| C        | Diego Somma             | Cingoli          | definitivo     |          |
| AS       | Gianluca Dapiran        | Cassano Magnago  | definitivo     |          |
| TS       | Juan Francisco Ceccardi | Junior Fasano    | fine prestito  |          |
| TS       | Daniel Andonovski       | Vranje           | definitivo     |          |
| TS       | Jan Radojkovič          |                  | ritiro         |          |
| PV       | Massimiliano Di Nardo   | Svincolato       | fine contratto |          |
| PT       | Nicolò Zoppetti         | Svincolato       | fine contratto |          |
| AS       | Marco Visintin          |                  | ritiro         |          |

### Sessione invernale
| Acquisti | Acquisti        | Acquisti      | Acquisti   | Acquisti |
| R.a      | Nome            | da            | Modalità   |          |
| -------- | --------------- | ------------- | ---------- | -------- |
| AD       | German Alberino | Cavigal Nizza | definitivo |          |

| Cessioni | Cessioni | Cessioni | Cessioni | Cessioni |
| R.       | Nome     | a        | Modalità |          |
| -------- | -------- | -------- | -------- | -------- |

## Rosa
| N° | Naz.                 | Ruolo | Sportivo          | Anno |  |  |
| -- | -------------------- | ----- | ----------------- | ---- |  |  |
| 1  | Argentina (bandiera) | P     | Facundo García    | 1988 |  |  |
| 16 | Italia (bandiera)    | P     | Thomas Postogna   | 1993 |  |  |
| 21 | Italia (bandiera)    | P     | Orfeo Giorgi      | 2006 |  |  |
| 91 | Italia (bandiera)    | P     | Daniele Cardi     | 2007 |  |  |
| 3  | Italia (bandiera)    | A     | Enrico Valdemarin | 2001 |  |  |
| 4  | Italia (bandiera)    | T     | Pietro Oblascia   | 2006 |  |  |
| 5  | Italia (bandiera)    | T     | Lorenzo Ganz      | 2006 |  |  |
| 6  | Italia (bandiera)    | PV    | Pietro Del Frari  | 2004 |  |  |
| 7  | Italia (bandiera)    | A     | Gabriel Mazzarol  | 2001 |  |  |
| 9  | Italia (bandiera)    | PV    | Alex Pernic       | 1992 |  |  |
| 10 | Italia (bandiera)    | A     | Federico Urbaz    | 2004 |  |  |
| 11 | Argentina (bandiera) | A     | Germán Alberino   | 1998 |  |  |
| 14 | Italia (bandiera)    | A     | Davide Parisato   | 2001 |  |  |
| 17 | Italia (bandiera)    | PV    | Leo Andreotta     | 2004 |  |  |
| 20 | Italia (bandiera)    | T     | Matteo Baragona   | 2005 |  |  |
| 22 | Argentina (bandiera) | T     | Federico Vanoli   | 1995 |  |  |
| 23 | Italia (bandiera)    | T     | Daniel Nait       | 2004 |  |  |
| 25 | Italia (bandiera)    | A     | Riccardo Scorzato | 2006 |  |  |
| 33 | Italia (bandiera)    | T     | Luca Sandrin      | 1999 |  |  |
| 38 | Spagna (bandiera)    | T     | Raúl Muñoz        | 2004 |  |  |
| 47 | Germania (bandiera)  | T     | Joël Huesmann     | 1990 |  |  |
| 77 | Italia (bandiera)    | T     | Riccardo Ganz     | 2001 |  |  |

## Risultati

### Regular season

#### Girone d'andata
| Molteno 21 settembre 2024 | Molteno | 29 – 32 (14-14) | Trieste |  |

| Trieste 28 settembre 2024 | Trieste | 23 – 21 (12-9) | Bologna United |  |

| Trieste 5 ottobre 2024 | Trieste | 33 – 19 (18-9) | Campus Italia |  |

| Mascalucia 12 ottobre 2024 | Mascalucia | 21 – 27 (12-15) | Trieste |  |

| Trieste 19 ottobre 2024 | Trieste | 24 – 20 (10-10) | Romagna |  |

| Carpi 26 ottobre 2024 | Carpi | 26 – 28 (13-11) | Trieste |  |

| Trieste 16 novembre 2024 | Trieste | 36 – 24 (14-12) | Belluno |  |

| Salerno 23 novembre 2024 | Lanzara | 28 – 28 (15-13) | Trieste |  |

| Trieste 19 ottobre 2024 | Trieste | 24 – 24 (13-11) | Cologne |  |

| Sassari 7 dicembre 2024 | Verdeazzurro | 21 – 30 (10-14) | Trieste |  |

| Trieste 14 dicembre 2024 | Trieste | 44 – 20 (25-9) | Haenna |  |

#### Girone di ritorno
| Trieste 11 gennaio 2025 | Trieste | 29 – 25 (14-13) | Molteno |  |

| Valsamoggia 18 gennaio 2025 | Bologna United | 21 – 23 (12-11) | Trieste |  |

| Chieti 25 gennaio 2025 | Campus Italia | 18 – 29 (8-12) | Trieste |  |

| Trieste 1 febbraio 2025 | Trieste | 29 – 23 (17-13) | Mascalucia |  |

| Imola 8 febbraio 2025 | Romagna | 25 – 28 (11-14) | Trieste |  |

| Trieste 15 febbraio 2025 | Trieste | 20 – 19 (10-10) | Carpi |  |

| Belluno 22 febbraio 2025 | Belluno | 17 – 17 (7-5) | Trieste |  |

| Trieste 8 marzo 2025 | Trieste | 25 – 23 (9-14) | Lanzara |  |

| Cologne 22 marzo 2025 | Cologne | 33 – 31 (18-20) | Trieste |  |

| Trieste 29 marzo 2025 | Trieste | 42 – 27 (25-15) | Verdeazzurro |  |

| Enna 5 aprile 2025 | Haenna | 31 – 30 (20-15) | Trieste |  |

## Statistiche

### Squadra

#### Andamento in campionato
| Giornata  | 1 | 2 | 3 | 4 | 5 | 6 | 7 | 8 | 9 | 10 | 11 | 12 | 13 | 14 | 15 | 16 | 17 | 18 | 19 | 20 | 21 | 22 |
| --------- | - | - | - | - | - | - | - | - | - | -- | -- | -- | -- | -- | -- | -- | -- | -- | -- | -- | -- | -- |
| Luogo     | T | C | C | T | C | T | C | T | C | T  | C  | C  | T  | T  | C  | T  | C  | T  | C  | T  | C  | T  |
| Risultato | V | V | V | V | V | V | V | N | N | V  | V  | V  | V  | V  | V  | V  | V  | N  | V  | P  | V  | P  |
| Posizione | 2 | 3 | 1 | 1 | 1 | 1 | 1 | 1 | 1 | 1  | 1  | 1  | 1  | 1  | 1  | 1  | 1  | 1  | 1  | 1  | 1  | 1  |

#### Riepilogo
| Competizione   | Punti | In casa | In casa | In casa | In casa | In casa | In casa | In trasferta | In trasferta | In trasferta | In trasferta | In trasferta | In trasferta | Totale | Totale | Totale | Totale | Totale | Totale | D.R. |
| Competizione   | Punti | G       | V       | N       | P       | Gf      | Gs      | G            | V            | N            | P            | Gf           | Gs           | G      | V      | N      | P      | Gf     | Gs     | D.R. |
| -------------- | ----- | ------- | ------- | ------- | ------- | ------- | ------- | ------------ | ------------ | ------------ | ------------ | ------------ | ------------ | ------ | ------ | ------ | ------ | ------ | ------ | ---- |
| Serie A Silver | 37    | 11      | 10      | 1       | 0       | 329     | 245     | 11           | 7            | 2            | 2            | 303          | 270          | 22     | 17     | 3      | 2      | 632    | 515    | +117 |
| Totale         | 37    | 11      | 10      | 1       | 0       | 329     | 245     | 11           | 7            | 2            | 2            | 303          | 270          | 22     | 17     | 3      | 2      | 632    | 515    | +117 |

### Individuali

#### Presenze e reti
| N. | Giocatore         | Presenze | Reti |
| -- | ----------------- | -------- | ---- |
| 38 | Raúl Muñoz        | 22       | 151  |
| 22 | Federico Vanoli   | 21       | 90   |
| 10 | Federico Urbaz    | 22       | 70   |
| 33 | Luca Sandrin      | 22       | 54   |
| 47 | Joël Huesmann     | 21       | 53   |
| 7  | Gabriel Mazzarol  | 22       | 51   |
| 17 | Leo Andreotta     | 22       | 44   |
| 9  | Alex Pernic       | 22       | 39   |
| 14 | Davide Parisato   | 21       | 25   |
| 77 | Riccardo Ganz     | 6        | 16   |
| 11 | Germán Alberino   | 9        | 12   |
| 6  | Pietro Del Frari  | 18       | 10   |
| 5  | Lorenzo Ganz      | 21       | 8    |
| 23 | Daniel Nait       | 19       | 4    |
| 25 | Riccardo Scorzato | 9        | 3    |
| 3  | Enrico Valdemarin | 7        | 1    |
| 16 | Thomas Postogna   | 22       | 0    |
| 1  | Facundo García    | 22       | 0    |
| 21 | Orfeo Giorgi      | 4        | 0    |
| 20 | Matteo Baragona   | 2        | 0    |